# Revolución de Tuxtepec
La revolución de Tuxtepec fue un movimiento armado en México basado en el Plan de Tuxtepec, que se inició cuando el presidente constitucional Sebastián Lerdo de Tejada anunció su postulación a la reelección, permitida por la constitución de 1857. En enero de 1876 el general Porfirio Díaz —que ya había dirigido un fallido movimiento armado contra la reelección de Benito Juárez— se alzó en armas, fue secundado por un amplio número de militares que tenían mayor simpatía al héroe de la guerra de la segunda intervención francesa en México que al presidente Lerdo que era hijo de españoles, por lo que una gran parte del ejército y la población apoyaron a Díaz. En este plan prometió respetar la constitución de 1857 y ofreció la garantía de autonomía municipal, bajo el principio de «Que ningún mexicano se perpetúe en el poder y esta será la última revolución», así como bajo el lema de «Sufragio efectivo; No reelección». Su movimiento triunfó por lo que la revolución de Tuxtepec es considerada uno de los antecedentes del porfiriato pues llevó a Porfirio Díaz a obtener su primer período presidencial. Paradójicamente, este lema fue el que 35 años después Francisco I. Madero enarboló para forzar a Díaz a abandonar la presidencia.
La revolución se extendió desde norte del país hasta Oaxaca. Porfirio Díaz fue vencido varias ocasiones, sin embargo, en la batalla de Tecoac salió victorioso, gracias a la unión con las tropas comandadas por los generales Juan N. Méndez y Manuel González. En dicha batalla derrotaron a unos 4000 soldados de Lerdo de Tejada, lo que lo obligó a abandonar el país, Díaz entró triunfante el 5 de mayo de 1877 a la Ciudad de México.

## Rebelión
El 15 de enero de 1876 comenzó un nuevo levantamiento en Oaxaca, mismo que fue secundado en Tuxtepec, acaudillándolo el general Fidencio Hernández; pues este proclamó el plan del mismo nombre. Los sublevados tomaron Oaxaca, organizando sus fuerzas para la resistencia y la propagación de la revolución en otros estados.
En 7 de febrero, el general Donato Guerra secundó el plan en Lagos, Jalisco y el general Pedro A. Galván en ese mismo estado. Días después se pronunciaron los generales Juan N. Méndez, Juan Crisóstomo Bonilla y Hermenegildo Carrillo en Puebla, así como el 89 de caballería, en donde casi se apoderan de la plaza; por su parte, en Yucatán, el coronel Teodosio Canto; en Tehuantepec, el coronel Benigno Cartas; el general Sóstenes Rocha, en Guanajuato; el coronel José María Couttolenc, en Tecamachalco; en Jalapa, el coronel García, quien tomó prisionero al gobernador de Veracruz y Aureliano Rivera; en San Luis Potosí y Tlaxcala, diversos caudillos; en Nuevo León, los generales Jerónimo Treviño y Francisco Naranjo.
El Gobierno, intentando reprimir la rebelión, envió al general Ignacio Alatorre con una columna sobre Oaxaca, sin embargo, fue rechazado en la Batalla del Jazmin, el 18 de febrero por los sublevados, teniéndose Alatorre que retirarse a Santo Domingo Yanhuitlán. Posteriormente, fue a incorporársele el general Diódoro Corella, que fue cercado en San Juan Bautista Coixtlahuaca, aunque logró escapar y unirse a Alatorre. El general Porfirio Díaz, por su parte, se apoderó de Matamoros el 2 de abril, y dejando en esa plaza al general González, expedicionó el estado de Nuevo León; reformando el plan en Palo Blanco, Tamaulipas. Luego sostuvo la Batalla de Icamole contra las fuerzas del general Carlos Fuero, por lo que derrotado, el general Díaz se dirigió a Veracruz, en donde, disfrazado, logró entrar en el puerto y llegar a Oaxaca. En cuanto al general González, salió de Tamaulipas, y con todo y su artillería, se internó en los estados de Tlaxcala e Hidalgo. En Yucatán; Junto con el general Francisco Cantón Rosado, Teodosio Canto derrotó, ese mismo año de 1876, a las tropas federales en la ciudad de Mérida, poniendo fin al lerdismo en Yucatán. Otros jefes militares secundarían el movimiento en Jalisco el 8 de febrero de 1876. En los municipios de Lagos, Teocaltiche, Jalostotitlán y San Miguel el Alto estuvieron en favor del Plan de Tuxtepec y con los generales Donato Guerra y Rosendo Márquez; este último, en esta fecha, atacó la guarnición de San Juan de los Lagos, la cual se rindió sin mayores trámites. El general Pedro A. Galván y Florentino Cuervo, toman la ciudad de Ameca. El Coronel Félix Vélez Galván se levantó en armas en Sayula el 12 del mismo mes.
Durante la batalla de Pantitlán los generales Fidencio Hernández, Luis Mier y Terán y José María Couttolenc, fueron derrotados por el general Manuel Sánchez Rivera, cayendo prisioneros Mier y Terán y Couttolenc. Por su parte, el coronel Paulino Machorro hizo prisionero al general Donato Guerra, segundo jefe de la revolución, que fue sustituido a su muerte por el general Juan N. Méndez. El general Vicente Riva Palacio, que se había pronunciado también en mayo, fue derrotado en Tlaquiltenango, Morelos, por el coronel Valle, y el general Antonio Rodríguez Bocardo, fue derrotado y muerto en Veracruz por el coronel Escalona. Donato Guerra incursionó y luchó en los estados de Sinaloa, Jalisco y Chihuahua, hasta que fue fusilado en este último estado por las tropas federales después de la Batalla de Rancho de Ávalos.
Pero mientras el general Díaz organizaba sus fuerzas en Oaxaca, y el gobierno declaraba en estado de sitio a muchos estados de la república, enviando al general Mariano Escobedo a Tamaulipas y Nuevo León, al general José Cevallos Cepeda a Jalisco y reforzando al general Ignacio Alatorre en Puebla y Veracruz, las elecciones presidenciales continuaron su curso, pues Lerdo, a instigación de sus partidarios, había aceptado la reelección, inclusive luego que el Plan de Tuxtepec pedía la no reelección como su primera exigencia.
Reformado el gabinete lerdista, el general Díaz avanzó con su ejército por el rumbo de Oriente, cuando estalló la Revolución Iglesista. El general Ignacio Alatorre, que estaba en arreglos con los iglesistas, fue derrotado en la Batalla de Tecoac a la llegada de la división del general Manuel González, que venía en auxilio del general Díaz, dejando en poder de las fuerzas tuxtepecanas su artillería, sus municiones y demás elementos de guerra, así como gran número de prisioneros.

## Conclusiones
Al conocerse en la capital la noticia de la derrota, el pánico se apoderó del Gobierno, y el 20 de noviembre, Lerdo, salió de México dirigiéndose a Michoacán, acompañado de sus ministros Mariano Escobedo, Romero Rubio, Baz y Mejía, quedando la ciudad a cargo del jefe de la guarnición, general Francisco Loaeza y Protasio Tagle, partidario porfirista.
Díaz entró en la capital el 24 de noviembre de 1876, y el 26 llegaron las fuerzas de su ejército. En cuanto a Lerdo, luego de su pase por el sur de Michoacán y el Estado de Guerrero, se embarcó en Acapulco hacia los Estados Unidos.